# Nirn
 (décembre 2009).
Si vous disposez d'ouvrages ou d'articles de référence ou si vous connaissez des sites web de qualité traitant du thème abordé ici, merci de compléter l'article en donnant les références utiles à sa vérifiabilité et en les liant à la section « Notes et références ».
Nirn est un plan (ou planète) de fiction sur lequel se déroulent les jeux vidéo de la série The Elder Scrolls. Son nom signifie « l'arène » dans l'antique langage Ehlnofex.
Nirn (ou « Plan mortel », ou « Mundus ») et ses satellites Masser et Secunda se situent dans Aurbis, ou l'Univers, de même que l'Aetherius (ou « Plan immortel ») et le vide de l'Oblivion (ou « Néant »). C'est aussi le nom d'une divinité.
Nirn est appelé « Plan mortel » car c'est à cet endroit que vivent les créatures mortelles (notamment les hommes et les elfes). En fait, l'Histoire a montré que la planète elle-même est soumise au cycle de la vie et de la mort, puisque ses continents semblent également disparaître les uns après les autres.
Les continents qui constituent ou ont constitué Nirn sont Akavir, Aldmeris, Atmora, l'île-royaume de Pyandonea, Tamriel et Yokuda.

## Aetherius
Aetherius est une dimension éthérée, le domaine des Aedra. Cela correspondrait à notre Univers, à la dimension qui englobe toutes les autres. Il « entoure » l'Oblivion (le Néant), domaine des Daedra.
Les étoiles que l'on peut voir la nuit, et le soleil que l'on voit le jour, sont des « trous » entre l'Oblivion et l'Aetherius, créés par les Aedra lorsqu'ils fuirent Nirn.

## Géographie
L'océan Padomaïque borde les côtes orientales de Tamriel (c’est-à-dire les provinces de Morrowind et du Marais Noir). Il sépare Tamriel d'Akavir.
Les continents du monde de Nirn sont :

### Akavir
Akavir est situé à l'est de Tamriel, par delà l'océan Padomaïque. Les deux continents partagent une longue histoire, constituée d'innombrables guerres.
Si Tamriel a bien failli conquérir Akavir sous le règne d'Uriel Septim V, les Akavirois de Tsaesci peuvent se vanter d'avoir gouverné Tamriel pendant 400 ans lors de la 2e Ère. Encore aujourd'hui, on en trouve des traces dans la culture tamriellienne, notamment dans le domaine des armes (d'inspiration japonaise : tanto, katana, dai-katana, etc.).
On sait peu de choses sur Akavir, sinon que le continent est divisé en quatre royaumes toujours en guerre l'un contre l'autre quand ils ne le sont pas contre Tamriel.
- Kamal : le royaume des démons, perpétuellement plongé dans un hiver quasi-polaire. Kamal signifie littéralement « l'enfer des neiges ». Les démons y vivent par armées entières. Chaque été, ils dégivrent et attaquent Tang Mo, mais les hommes-singes ont toujours réussi à les repousser. Autrefois, Ada'Soom Dir-Kamal, roi des démons, a tenté de conquérir Morrowind, mais Almalexia et le Sous-Roi l'ont vaincu au Mont écarlate.
- Tang Mo : une île peuplée d'hommes-singes. Tang Mo signifie « l'île aux mille singes ». Il existe de nombreuses espèces d'hommes-singes, pouvant être braves ou simples d'esprit (certains étant même totalement fous). Ils sont capables de constituer une puissante armée si besoin est car, à un moment ou un autre, toutes les nations d'Akavir ont essayé de les envahir afin de les réduire en esclavage. Ils ne savent pas s'ils haïssent davantage les hommes-serpents ou les démons, encore qu'ils aient tendance à pencher pour les premiers quand on leur pose la question. Bien que les hommes-tigres de Ka Po' Tun aient autrefois été leurs ennemis, les deux races sont désormais alliées.
- Tsaesci : historiquement, peut-être la nation la plus puissante d'Akavir. Les hommes-serpents de Tsaesci ont la mainmise sur les mers akaviroises. Tsaesci signifie « palais des serpents ». Cette nation était la plus puissante d'Akavir avant la venue du Tigre-Dragon. Les Tsaescis ont assimilé les hommes d'Akavir il y a bien longtemps. Ceux-ci sont parfaitement intégrés dans la société Tsaesci, certains occupant des postes dans l'armée, comme en témoignent les boucliers akiviri, accessoires non utilisés par les hommes-serpents eux-mêmes, ainsi que les squelettes et esprits humains (comme le fantôme du capitaine du fort du col clair dans Oblivion) qu'il est possible de rencontrer dans des ruines akaviri en Tamriel. Les habitants de Tamriel pensent à tort que les hommes-serpents ont dévoré les humains, à la suite d'une erreur de traduction : l'idéogramme akaviri signifiant « assimiler » étant proche de « dévorer ». Les hommes-serpents sont grands, beaux bien qu'effrayants, couverts d'écailles dorées, et immortels. Ils ont réduit en esclavage les gobelins des îles voisines, qu'ils font travailler sans relâche, envoient au combat à leur place et dévorent à l'occasion (quoiqu'il soit possible que là encore ce terme veuille dire « assimiler », signifiant que certains gobelins sont citoyens de Tsaesci). Leurs terres sont extrêmement étendues. Des akavirois de Tsaesci (humains ou hommes-serpents) ont gouverné l'empire cyrodilien pendant quatre siècles lors de la deuxième Ère, sous le nom de « potentat akavirois ». Le dernier d'entre eux était Versidue-Shae, assassiné par la Morag Tong.
- Ka Po'Tun : l'« Empire du Tigre-Dragon », Les êtres félins qui y vivent sont gouvernés par le divin Tosh Raka, le Tigre-Dragon. Leur empire est désormais très étendu et plus puissant que celui des Tsaesci, sauf sur les mers. Après avoir dévoré tous les humains, les hommes-serpents ont essayé de faire subir le même sort aux dragons. Ils ont réussi à réduire les dragons rouges en esclavage, tandis que les noirs fuyaient jusqu'à ce qui était alors Po Tun. Une grande guerre s'est ensuivie, qui s'est achevée par l'éradication des dragons et a fortement affaibli serpents et tigres. Depuis cette époque, les hommes-tigres cherchent à devenir les dragons. Tosh Raka est le premier à y être arrivé. C'est le plus grand dragon qui soit au monde, rayé d'orange et de noir, et ses idées sont aussi nombreuses que novatrices. Son but est d'unifier par la force Akavir en commençant par tuer si nécessaire tous les serpents vampires, avant d'envahir Tamriel et de devenir enfin l'Empereur des deux Continents que ses prédécesseurs ont rêvé d'être.

### Aldmeris
Aldmeris (aussi appelé Vieil Ehlnofey) est un continent sur lequel on a très peu d'informations. Si on situe habituellement ce continent dans le sud de Nirn, le continent a en fait disparu lors du Méréthique moyen. Les Elfes qui y vivaient durent alors s'exiler vers Tamriel et Pyandonea.

### Atmora
Atmora est une terre septentrionale, glaciale et hostile. Elle est peuplée d'hommes, appelés Nédics, qui se déchirent perpétuellement en d'interminables guerres de clans.
Lors du Méréthique tardif, un homme nommé Ysgramor et ses proches furent exilés vers les lointains rivages de Tamriel, en vertu d'une coutume nédique. Il y fonda une cité, Saarthal, qui fut bientôt rasée par les Elfes.
Ysgramor revint en Atmora avec deux de ses fils, leva une armée de 500 guerriers féroces, les " 500 Compagnons " et partit prendre sa revanche sur les Elfes. Une fois celle-ci accomplie, il fonda le premier royaume humain en Tamriel : la future Bordeciel.

### Tamriel
Tamriel est le continent principal de Nirn. Il a une superficie d'environ 12 millions de kilomètres carrés, faisant d'est en ouest environ 4 000 km et du nord au sud environ 3 000 km. Ce continent est celui où se déroule l'action de la majorité des jeux vidéo et livres de l'univers. Le nom de « Tamriel » signifie « la Beauté de l'Aurore » en langue elfique.

#### Bordeciel
Bordeciel est une province du continent fictif de Tamriel, dans la série The Elder Scrolls. Elle sert de cadre au jeu The Elder Scrolls V: Skyrim.

#### Cyrodiil
Cyrodiil est une province du continent fictif de Tamriel, dans la série The Elder Scrolls. Elle sert de cadre au jeu The Elder Scrolls IV: Oblivion.

#### Morrowind
Morrowind est une province du continent fictif de Tamriel, dans la série de jeux vidéo The Elder Scrolls. Elle sert de cadre au jeu The Elder Scrolls III: Morrowind. Elle se compose de six districts.

### Pyandonea
Le royaume de Pyandonea est une île située au sud-ouest de Tamriel. Parfois considérée comme un véritable continent, cette île recouverte de forêt sert de refuge aux esprits de l'eau. Elle est notamment la patrie des Elfes tropicaux (ou « Maormer »).
Le Roi de Pyandonea est l'immortel Orgnum, un sorcier qui prétend être le Dieu Serpent du Satakal. 
L'île était par le passé un précieux allié de l'Archipel de l'Automne, mais depuis, Orgnum est entré en guerre contre Tamriel et plus particulièrement contre Potema, la reine de Solitude. Repoussées par l'Ordre psijique, les forces maormer durent finalement se replier. L'affrontement a coûté très cher à Pyandonea, qui ne s'en est jamais relevé.

### Yokuda
Yokuda est situé à l'ouest de Tamriel, par delà l'océan Elthérique. Yokuda était un continent prospère sur lequel s'était développée la civilisation des Yokudéens. 
Yokuda a été dévasté par un gigantesque raz-de-marée d'origine inconnue. Certains considèrent qu'il est le fait des Sloads, mais il est généralement admis qu'il aurait été provoqué par une guerre civile meurtrière au cours de laquelle les Yokudéens auraient utilisé une arme terrible qui leur aurait échappé : la Voie de l’Épée.
Il n'en reste aujourd'hui qu'un simple archipel. Les Yokudéens survivants ont dû migrer vers le continent de Tamriel. Si le peuple et la petite noblesse (les Ra-Gada, ou « Forebears ») se sont principalement établis dans la future province de Lenclume, la haute-noblesse (les Na-Totambus, ou « Crowns ») a préféré rester sur les îles au large.
On appelle ces expatriés les Rougegardes (en référence au terme ancien Ra-Gada).

### Thras
Thras est un archipel situé dans la mer Abécéenne. C'est la terre des Sloads, qui sont les créatures les plus détestées de Nirn, encore plus que les Akavirois. Les Sloads sont des sortes d'énormes limaces. Ils n'ont aucune mesure de leurs actes et n'assument même pas leur propre progéniture. Ce sont de puissants mages et ils sont connus pour avoir provoqué la peste Thrasienne en 1E 2200 en Tamriel, décimant la moitié de la population du continent. Les habitants de Tamriel formèrent une grande armée que l'on appelle les forces Tamrielliennes qui est composée de guerriers de chaque race de Tamriel. Après avoir éradiqué les Sloads, les mages firent des incantations pendant 
plusieurs années, puis ils effacèrent le continent de Thras de la surface de Nirn.